# 우용
우용(虞聳)은 삼국 시대 오나라부터 진나라까지의 정치인, 천문학자이다. 자는 세룡(世龍). 우번의 육남이며 양주 회계군 여요현(지금의 닝보시 위야오시) 출신이다.

## 같이 보기
- 삼국지 인물 목록